# Protocol de túnel GPRS

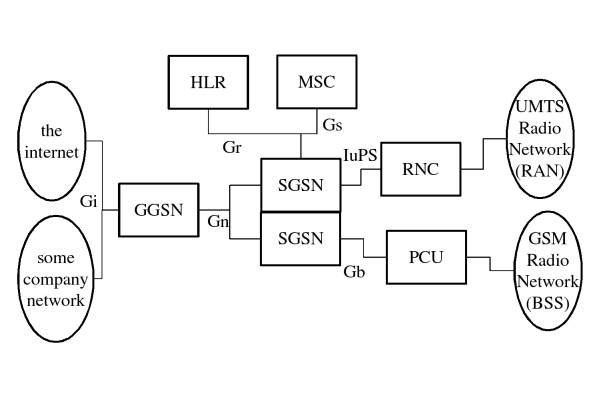
Estructura d'una xarxa central GPRS. Aquest diagrama mostra l'estructura simplificada d'una xarxa central GPRS juntament amb els noms d'algunes de les interfícies/punts de referència entre sistemes. Gi: el punt de referència en què la xarxa central GPRS es connecta a Internet. Alternativament, els clients corporatius poden tenir una connexió directa amb aquest punt per a una major seguretat. Aquest punt de referència normalment és només una xarxa IP, tot i que es pot utilitzar un protocol de túnel com ara GRE, IPinIP o IPsec. Gr: el punt de referència entre el SGSN i l'HLR que s'utilitza per permetre que el SGSN recuperi la informació del subscriptor del HLR. La comunicació aquí es basa en SS7 Gb: la interfície entre el SGSN i la PCU que és el punt de connexió de la xarxa central GPRS a la xarxa de ràdio GSM (BSS). Això transporta dades de senyalització i d'usuari. La comunicació aquí es basa en Frame Relay. IuPS: la interfície entre el SGSN i el RNC que és el punt de connexió de la xarxa central GPRS a la xarxa d'accés de ràdio UMTS UTRAN. La comunicació aquí es basa en SS7 de banda ampla sobre ATM per a la senyalització i GTP-U sobre IP per a dades d'usuari. Gs: la connexió entre el SGSN i el MSC. Això és opcional i s'utilitza principalment a les xarxes GSM per millorar l'eficiència de la senyalització, especialment a la interfície de ràdio. A l'UMTS gairebé el mateix efecte s'aconsegueix simplement mitjançant l'acció del RNC. Aquesta interfície utilitza el protocol BSSAP+.

El protocol de túnel GPRS (GTP) és un grup de protocols de comunicacions basats en IP que s'utilitzen per portar el servei general de ràdio de paquets (GPRS) a les xarxes de ràdio GSM, UMTS, LTE i 5G NR. A les arquitectures 3GPP, les interfícies basades en GTP i Proxy Mobile IPv6 s'especifiquen en diversos punts d'interfície.
GTP es pot descompondre en protocols separats, GTP-C, GTP-U i GTP'.
GTP-C s'utilitza dins de la xarxa bàsica de GPRS per a la senyalització entre els nodes de suport GPRS de passarel·la (GGSN) i els nodes de suport GPRS de servei (SGSN). Això permet al SGSN activar una sessió en nom d'un usuari (activació del context PDP), desactivar la mateixa sessió, ajustar els paràmetres de qualitat del servei o actualitzar una sessió per a un abonat que acaba d'arribar d'un altre SGSN.
GTP-U s'utilitza per transportar dades d'usuari dins de la xarxa central GPRS i entre la xarxa d'accés de ràdio i la xarxa principal. Les dades d'usuari transportades poden ser paquets en qualsevol dels formats IPv4, IPv6 o PPP.
GTP' (GTP prime) utilitza la mateixa estructura de missatges que GTP-C i GTP-U, però té una funció independent. Es pot utilitzar per transportar dades de càrrega des de la funció de dades de càrrega (CDF) de la xarxa GSM o UMTS fins a la funció de passarel·la de càrrega (CGF). En la majoria dels casos, això hauria de significar des de molts elements de xarxa individuals, com ara els GGSN, fins a un ordinador centralitzat que lliura les dades de càrrega de manera més còmoda al centre de facturació de l'operador de xarxa.
RNC, SGSN, GGSN i CGF implementen diferents variants de GTP dins de xarxes 3GPP. Les estacions mòbils GPRS (MS) estan connectades a un SGSN sense ser conscients de GTP.
El GTP es pot utilitzar amb UDP o TCP. L'UDP es recomana o és obligatori, tret de la túnel X.25 a la versió 0. La versió 1 de GTP només s'utilitza a UDP.

## Característiques generals
Totes les variants de GTP tenen certes característiques en comú. L'estructura dels missatges és la mateixa, amb una capçalera GTP després de la capçalera UDP/TCP.

## GTP-C - Control GTP
El protocol GTP-C és la secció de control de l'estàndard GTP. Quan un subscriptor sol·licita un context PDP, el SGSN enviarà un missatge GTP-C de sol·licitud de context PDP de creació al GGSN amb detalls de la sol·licitud de l'abonat. Aleshores, el GGSN respondrà amb un missatge GTP-C de resposta de context de creació de PDP que donarà detalls del context PDP realment activat o indicarà una fallada i donarà un motiu d'aquesta fallada. Aquest és un missatge UDP al port 2123.

## GTP-U: túnel de dades d'usuari GTP
GTP-U és, en efecte, un protocol de túnel basat en IP relativament senzill que permet molts túnels entre cada conjunt de punts finals. Quan s'utilitza a l'UMTS, cada abonat disposarà d'un o més túnels, un per a cada context PDP que tingui actiu, a més de tenir possiblement túnels separats per a connexions específiques amb diferents requisits de qualitat de servei.

## GTP' - transferència de càrrega
El protocol GTP s'utilitza per transferir dades de càrrega a la funció de passarel·la de càrrega. GTP' utilitza el port TCP/UDP 3386.
| Protocols d'aplicació           |
| IP (usuari)                     |
| GTP                             |
| UDP                             |
| IP                              |
| Capa 2 (p. ex., WAN o Ethernet) |
| Pila de protocols GTP-U         |

## Pila de protocols
El GTP es pot utilitzar amb UDP o TCP. La versió 1 de GTP només s'utilitza a UDP.